# Premna leucostoma
Premna leucostoma là một loài thực vật có hoa trong họ Hoa môi. Loài này được Miq. miêu tả khoa học đầu tiên năm 1858.

## Hình ảnh

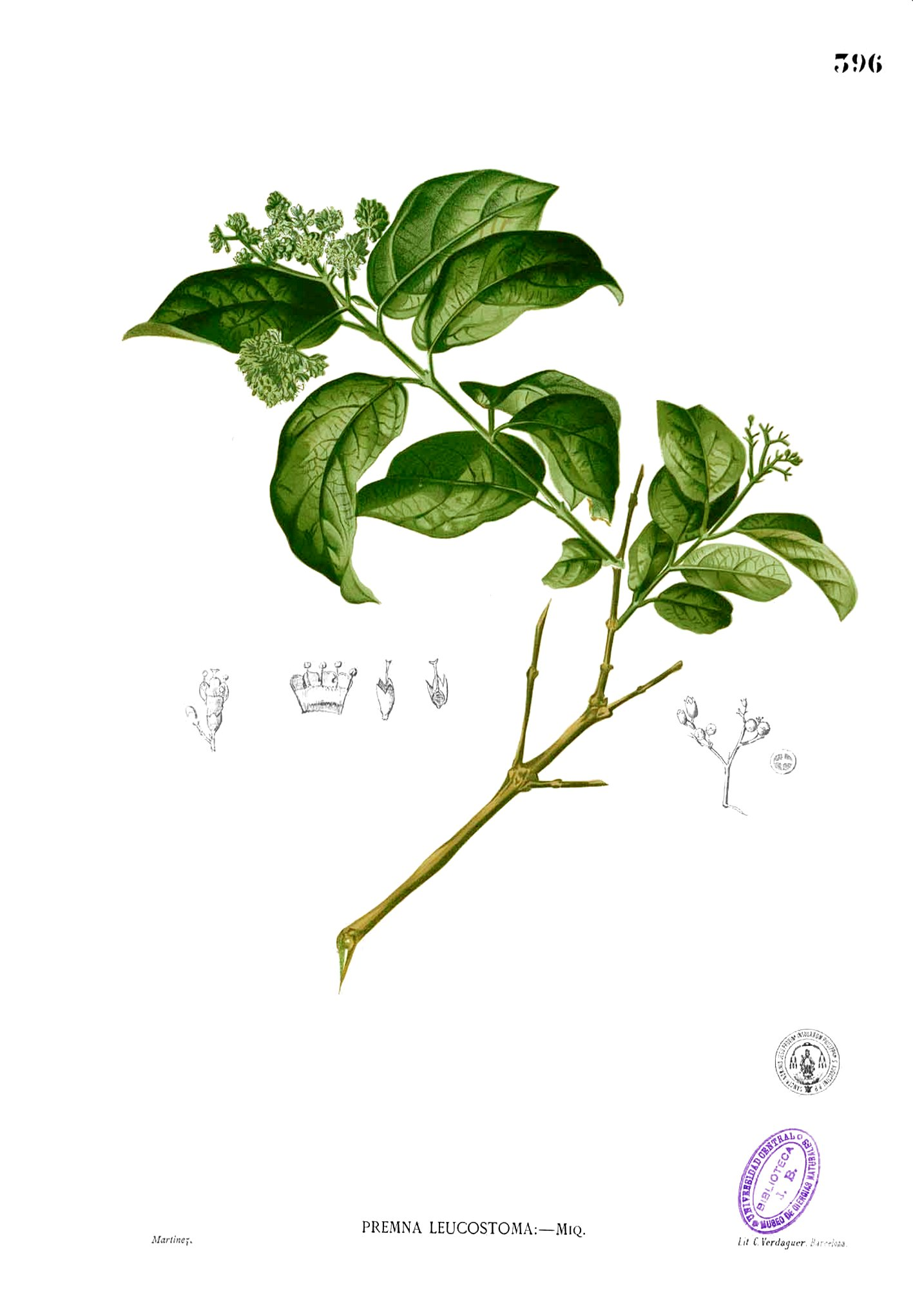
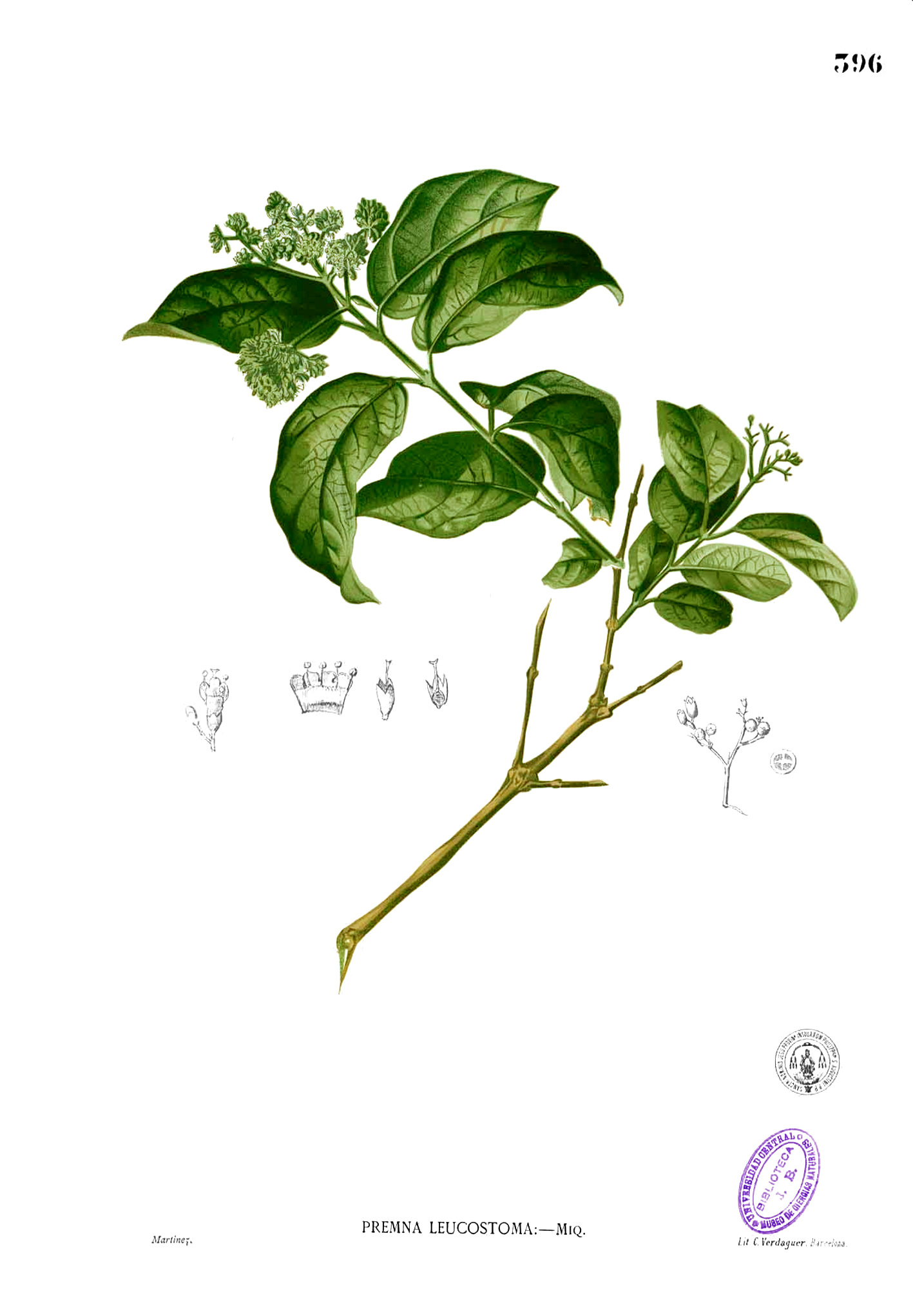